# Wyrok częściowy
Wyrok częściowy w Polsce jest uregulowany w art. 317 kodeksu postępowania cywilnego. Przepis ten przewiduje wydanie wyroku częściowego, jeżeli część żądania lub niektóre z żądań pozwu nadają się do rozstrzygnięcia. Sąd może też wydać wyrok częściowy, rozstrzygając o całości żądania powództwa głównego lub wzajemnego.
Wyrok częściowy jest rodzajem wyroku samoistnego. Może zostać zaskarżony na zasadach ogólnych w drodze apelacji.